# Мокшин
Мокшин (пол. Mokrzyn, нім. Petersdorf) — село в Польщі, у гміні Битів Битівського повіту Поморського воєводства.
Населення — 154 особи (2011).
У 1975-1998 роках село належало до Слупського воєводства.

## Демографія
Демографічна структура станом на 31 березня 2011 року:
|          | Загалом | Допрацездатний вік | Працездатний вік | Постпрацездатний вік |
| -------- | ------- | ------------------ | ---------------- | -------------------- |
| Чоловіки | 78      | 21                 | 56               | 1                    |
| Жінки    | 76      | 20                 | 45               | 11                   |
| Разом    | 154     | 41                 | 101              | 12                   |